# 北九州宗像中央病院
北九州宗像中央病院（きたきゅうむなかたちゅうおうびょういん）は、北九州病院グループが運営する福岡県宗像市に存在する病院である。2019年までは福津市に存在し北九州津屋崎病院（きたきゅうしゅうつやざきびょういん）という名称であった。

## 概要
主に内科系・心療内科をおいている。大正2年に設立・発足・開院した病院で、九州最大の規模を誇る病院グループである北九州病院グループ内の病院でも歴史のある病院である。

## 沿革
- 1913年（大正 2年） - 現在の福津市にて九州初のサナトリウムとして開設された私立療養所として肺結核診療施設津屋崎療養院として発足・設立・開院。
- 1957年（昭和32年）9月 - 健康保険組合小倉部会経営の療養所を継承し、医療法人北九州病院：津屋崎病院療養所を開設し、玄海国定公園に隣接し好環境にある療養に適した津屋崎病院診療所の発足。結核病床90床へ増床。
- 1977年（昭和52年）4月 - 結核病床を290床へ増床。
- 1978年（昭和53年）9月 - 結核病床は減床。258床。内科病床新設。32床設置。
- 1979年（昭和54年）4月 - 結核病床を増床。324床。内科病床を増床。76床。総病床数400床。
- 1980年（昭和55年）4月 - 結核病床を減少。309床。内科病床を増床。151床。総病床数460床。
- 1981年（昭和56年）4月 - 北九州病院グループに属する若杉病院より青春期内科を移設する。
- 1995年（平成 7年）6月 - 改修工事を行い病院の診療体制を変更する。主に結核病床を減少し新たに老人病床を240床設置した。老人病床については介護力強化病院（特例許可老人病棟）となる。総病床数も460床から363床へ減少。
- 1999年（平成11年）2月 - 療養型病院へ転換の為、老人病床を北九州病院グループに属する北九州古賀病院へ移す。
- 2000年（平成12年）4月 - 介護保険制度開始。
- 2000年（平成12年）5月　結核病床を全面的に廃止。
- 2002年（平成14年）7月 - 旧病棟（2病棟、3病棟）及び厨房・リハビリ室・機械室を撤去し、中庭側に増築工事を施行し、3病棟・厨房・リハビリ室・機械室を移動する。新厨房はオール電化を採用、機械室はキューピクル（高圧電流）も室内に配置する。一般内科（青春期内科）を療養型に移行。
- 2004年（平成16年）3月17日 - 財団法人日本医療機能評価機構より病院機能評価認定を受ける。
- 2012年（平成24年）4月 - 青春期病床を全面的に廃止。
- 2019年（令和元年）9月 - 宗像市へ新築移転し、北九州宗像中央病院に名称変更（236床）[1]

## 関連医療機関

### 北九州病院グループ
- 北九州総合病院
- 北九州中央病院
- 北九州八幡東病院
- 北九州湯川病院
- 北九州安部山公園病院
- 北九州津屋崎病院
- 北九州古賀病院
- 若杉病院
- 北九州小倉病院
- 福西会病院（北九州病院グループの医療法人福西会が運営）
- 福西会南病院（北九州病院グループの医療法人福西会が運営）